# Violet Bland
Violet Ann Bland (Bayston Hill,17 de desembre del 1863 - Tooting, 21 de març del 1940) fou una sufragette anglesa que escrigué sobre les seues experiències i fou alimentada per força a la presó.

## Primers anys

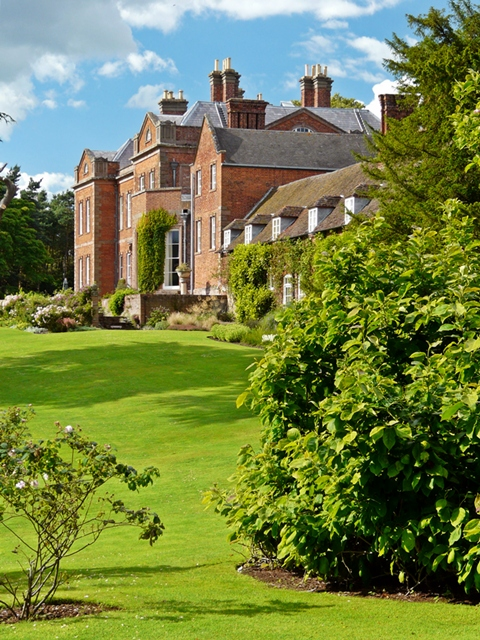
Dudmaston Hall, lloc del primer treball de Violet Bland

Violet Bland nasqué a Bayston Hill, Shropshire, la major de nou fills del muntador de ferrocarrils William Henry Bland i la seua esposa Violet. Després de l'escola treballà de serventa de cuina a Dudmaston Hall, prop de Bridgnorth.
Deu anys més tard, oferia allotjament «amb bona cuina" a Cirencester, de primer en una casa modesta i després a la Gloucester House, una gran mansió de la reina Anna al Dyer Street. Va adquirir tres noves cases, i en llogà dues.
El 1905 dirigia un Col·legi de Dames de Ciències Domèstiques a Henley Grove, Bristol, una mansió de quinze cambres al parc, on oferia classes de cuina, valors alimentaris i gimnàstica. Al 1906 havia convertit Henley Grove en un hotel.

### L'activisme de les sufragettes

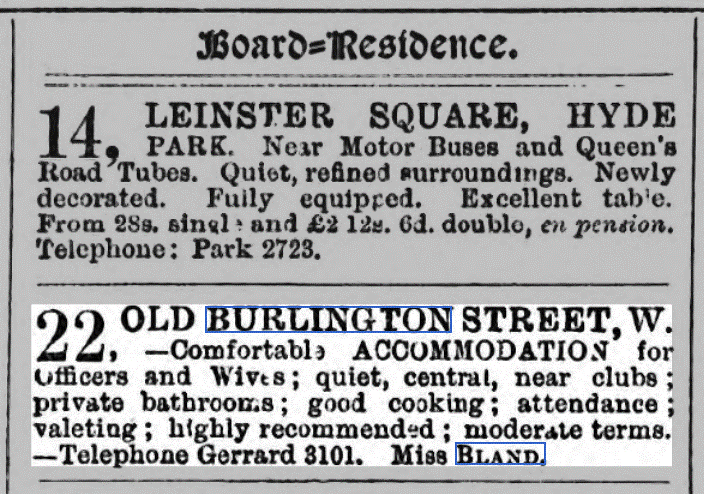
Anunci d'oferiment d'allotjament col·locat per Violet Bland en lArmy and Navy Gazette, 1916

A Bristol, Violet Bland milità en la Unió Social i Política de les Dones. Entre els seus convidats a Henley Grove hi havia les prominents sufragettes Annie Kenney, Lettice Floyd, Elsie Howey, Mary Elizabeth Phillips, Vera Wentworth, Mary Blathwayt i Mary Sophia Allen. A l'agost del 1909, organitzà una recepció per a recaptar fons, per les sufragettes en vaga de fam Lillian Dove-Wilcox i Mary Allen.
A l'agost del 1910 Violet Bland vengué les seues possessions i se n'anà a Londres, on durant 25 anys dirigí una casa d'hostes en el 22 del carrer Old Burlington. Va ser arrestada durant la marxa del Divendres Negre de novembre del 1910 contra el Parlament. En una altra manifestació al 1912, la detingueren per llançar una pedra a les finestres de la companyia Commercial Cable a l'Avinguda Northumberland, i la sentenciaren a quatre mesos de presó.

### Alimentació per força a la presó

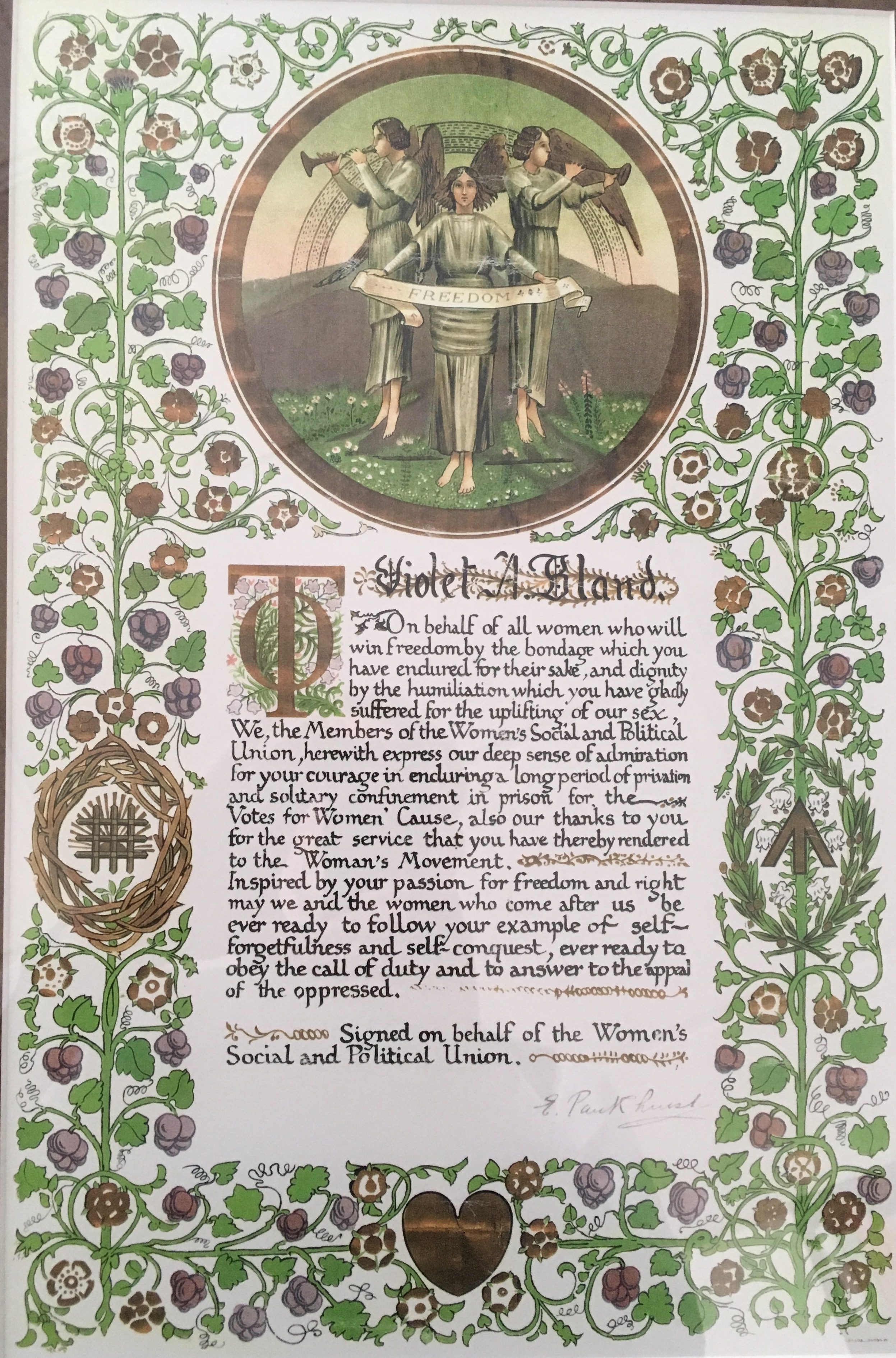
Carta signada per la sufragette Emmeline Pankhurst en nom de la Unió Social i Política de les Dones

L'alimentaren a la força a la presó d'Aylesbury. Va escriure sobre aquesta experiència en Votes for Women.
Per a honorar-la, Violet Bland va rebre la Medalla Hunger Strike i un reconeixement d'Emmeline Pankhurst, dirigent del moviment sufragista.
La cita del reconeixement (vegeu foto de la dreta), diu: «Presentat a Violet Ann Bland per la Unió Social i Política de Dones en reconeixement d'una bona acció, la resistència fins al darrer extrem de la fam i les dificultats, un gran principi de justícia política».

## Darrers anys
El 1915, Violet tenia 52 anys i era soltera. Violet Bland va adoptar cinc dels fills orfes de la seua germana. El major, Richard, fou el pare dels economistes Eamonn Butler i Stuart Butler.
Violet Bland va morir a l'Hospital de Sant Benet, de Tooting, el 21 de març del 1940 i la soterraren al cementeri City of Westminster, a Hanwell.